# Rossioglossum grande

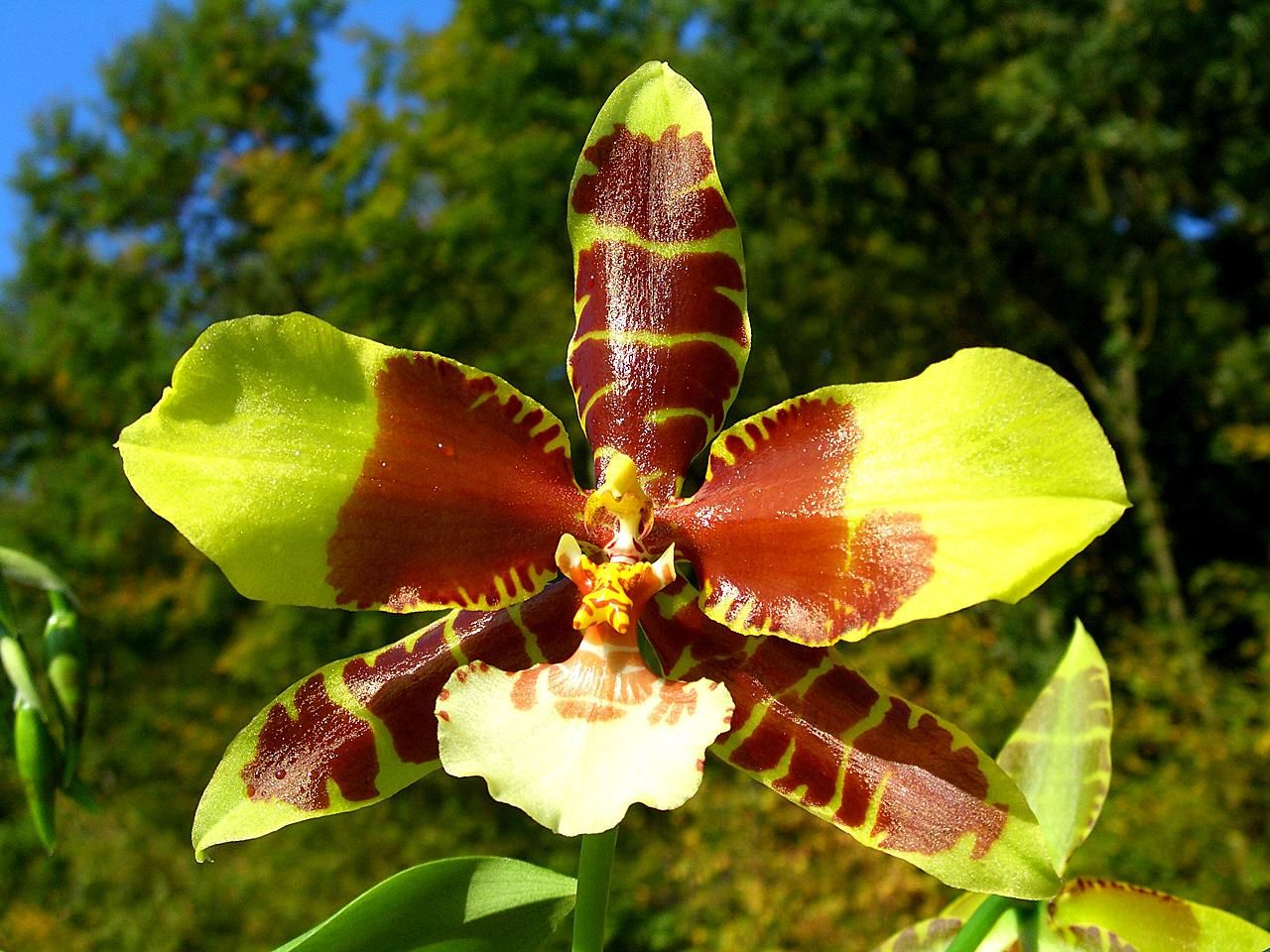
Orquídea-tigre

Rossioglossum grande, a orquídea-tigre, é uma espécie epífita de orquídea nativa da região de Chiapas à Costa Rica. Floresce principalmente no inverno.